# 祝雷
祝 雷（チュー・レイ）は、中国の電子工学者。マカオ大学科技学院講座教授。IEEEフェロー。

## 人物・経歴
1985年南京工業大学（のちの東南大学）卒業、工学士。1988年東南大学大学院修了、工学修士。1989年から日本政府の奨学金を得て、1993年電気通信大学大学院修了、博士（工学）、松下寿電子工業入社。
1996年モントリオール理工科大学博士研究員。2000年南洋理工大学電子工学部准教授。2012年「平面マイクロ波フィルターのモデリング、設計、開発への貢献」によりIEEEフェローとなった。
2013年マカオ大学教授。2016年マカオ大学ディスティングイッシュトプロフェッサー。2023年マカオ大学講座教授。専門は高周波工学、マイクロ波工学、アンテナ工学、応用電磁気学。

## 脚註
1. 1 2 3  Lei ZHU祝雷 Chair ProfessorUniversity of Macau - Faculty of Science and Technology
2. 1 2 3 4 5  Lei ZHU 祝雷 Chair Professor IEEE Fellowマカオ大学
3. ↑  Studies on boundary integral equation method for the analysis of transmission lines with complex cross-sections 複雑な断面構造を持つマイクロ波伝送線路の解析のための境界積分方程式法の研究 祝, 雷 チュー, レイ
4. ↑  2012 elevated fellowIEEE Fellows Directory